# Arroyo del Parao
Der Arroyo del Parao ist ein im Osten Uruguays gelegener Fluss.
Der zum Einzugsgebiet der Laguna Merín zählende Fluss entspringt in der Cuchilla Guazunambí einige Kilometer südlich von Puntas del Parao und südwestlich des Cerro de la Azotea. Er verläuft auf dem Gebiet des Departamentos Treinta y Tres und bildet teilweise am Oberlauf die Grenze zum Nachbardepartamento Cerro Largo. Von seiner Quelle fließt er zunächst nach Norden bis Puntas del Parao und ändert dann die Fließrichtung nach Osten um im weiteren Fortgang diese nach Südosten und schließlich Süden zu verlagern. Auf seinem Weg zur Mündung tangiert er Vergara. Er mündet schließlich als linksseitiger Nebenfluss östlich von General Enrique Martínez in den Río Cebollatí.